# جون مكلارين
جون مكلارين (بالإنجليزية: John McLaren)‏ هو مدرب كرة القاعدة ‏ أمريكي، ولد في 29 سبتمبر 1951 في غالفستون في الولايات المتحدة.

## وصلات خارجية
- جون مكلارين على موقعبيزبول رفرنس.كوم (الدوري الثانوي) (الإنجليزية)
- جون مكلارين على موقع إن إن دي بي (الإنجليزية)